# Ростелеком
Ростелеком — російська телекомунікаційна компанія. Надає послуги місцевого й далекого телефонного зв'язку, широкосмугового доступу в Інтернет (перше місце в Росії за кількістю абонентів), інтерактивного телебачення, стільникового зв'язку та ін. За даними компанії, її послугами користуються понад 100 млн жителів Росії.
«Ростелеком» виступає виконавцем заходів різних державних програм в області інформаційних технологій: створення і розвиток інфраструктури електронного уряду (включаючи портал державних послуг), телекомунікаційне забезпечення виборчого процесу (функціонування ГАС «Вибори», організація системи відеоспостереження за виборами), інші заходи. Володіє найбільшою магістральною мережею зв'язку в країні загальною протяжністю близько 500 тисяч км.
повне найменування — Публічне акціонерне товариство міжміського та міжнародного електричного зв'язку «Ростелеком». Штаб-квартира — в Москві. Юридично компанія з 2006 року зареєстрована в Санкт-Петербурзі.